# Scopula graminata
Scopula graminata är en fjärilsart som beskrevs av Hüfnagel 1767. Scopula graminata ingår i släktet Scopula och familjen mätare. Inga underarter finns listade.